# Кастелраймондо
Кастелраймо̀ндо (на италиански: Castelraimondo, на местен диалект Castrimonno, Кастримоно) е малко градче и община в Централна Италия, провинция Мачерата, регион Марке. Разположено е на 307 m надморска височина. Населението на общината е 4899 души (към 2010 г.).